# Głazy (Zimny Dół)
Głazy – grupa skał w dolinie Zimny Dół we wsi Czułów w województwie małopolskim, w powiecie krakowskim, w gminie Liszki. Pod względem geograficznym jest to obszar  Garbu Tenczyńskiego będącego południowym fragmentem Wyżyny Krakowsko-Częstochowskiej.
Głazy znajdują się powyżej Źródła w Zimnym Dole, w dolnej części jego orograficznie prawego zbocza. Przy drodze prowadzącej dnem Zimnego Dołu znajduje się tablica informacyjna rezerwatu przyrody Zimny Dół i Małopolskiego Szlaku Turystycznego. Głazy znajdują się w obrębie tego rezerwatu. Są to zbudowane z wapieni zrostkowych i skalistych duże, porośnięte mchami i glonami głazy. Powstały na dnie morza w jurze późnej. Ich obecne kształty są wynikiem erozji. Dawniej uprawiano na nich bouldering. Wspinacze poprowadzili na największych ze skał 21 dróg wspinaczkowych. Od czasu utworzenia rezerwatu przyrody wspinaczka na skałach jest zabroniona.
Oprócz Głazów w obrębie rezerwatu przyrody Zimny Dół znajduje się skała o nazwie Wielka Zerwa, będąca najwyższą skałą w rezerwacie, oraz grupy skalne: Przełaz, Labirynt i Kanion. Obok skał tych prowadzi znakowana ścieżka dydaktyczna. 

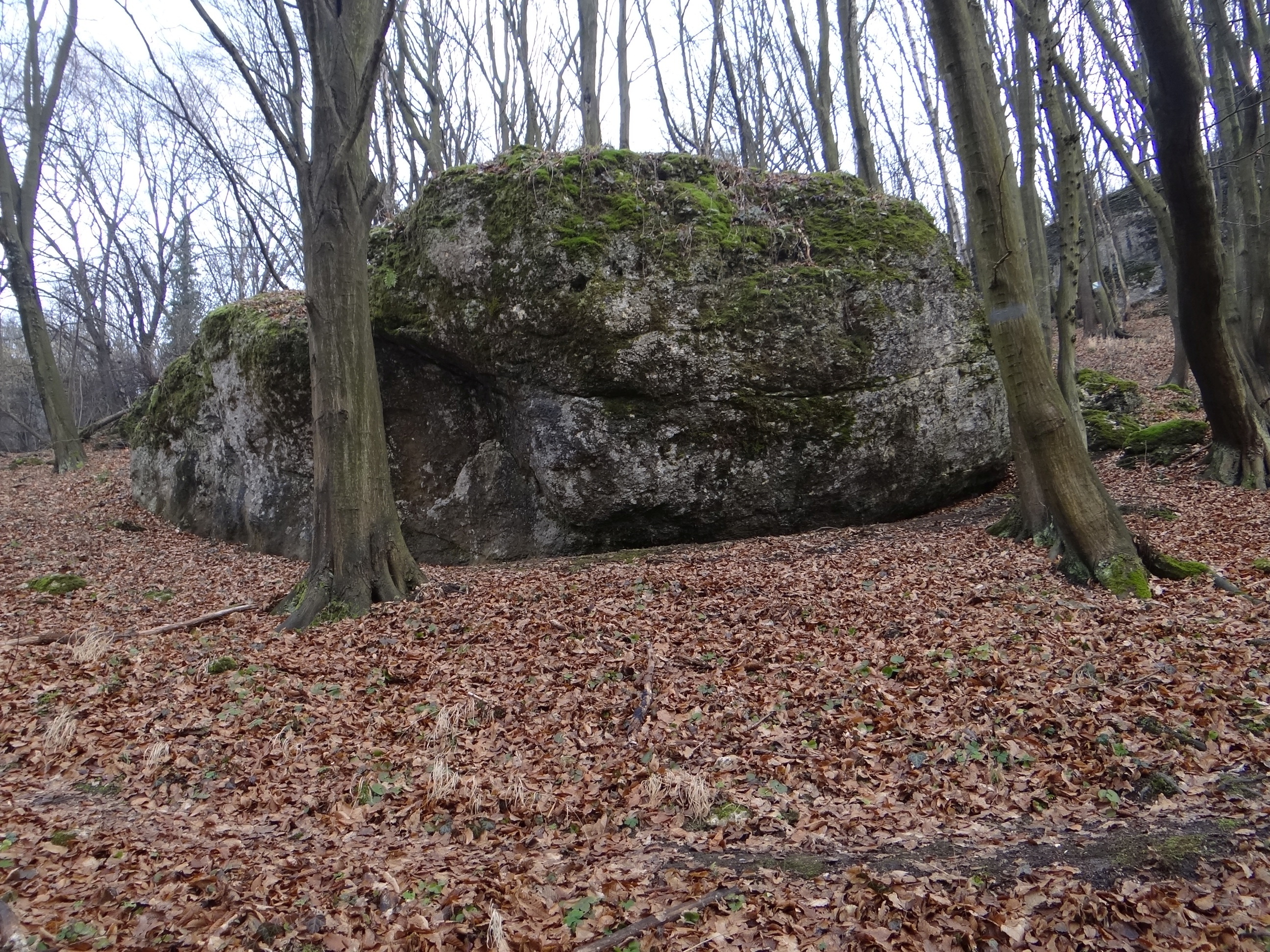
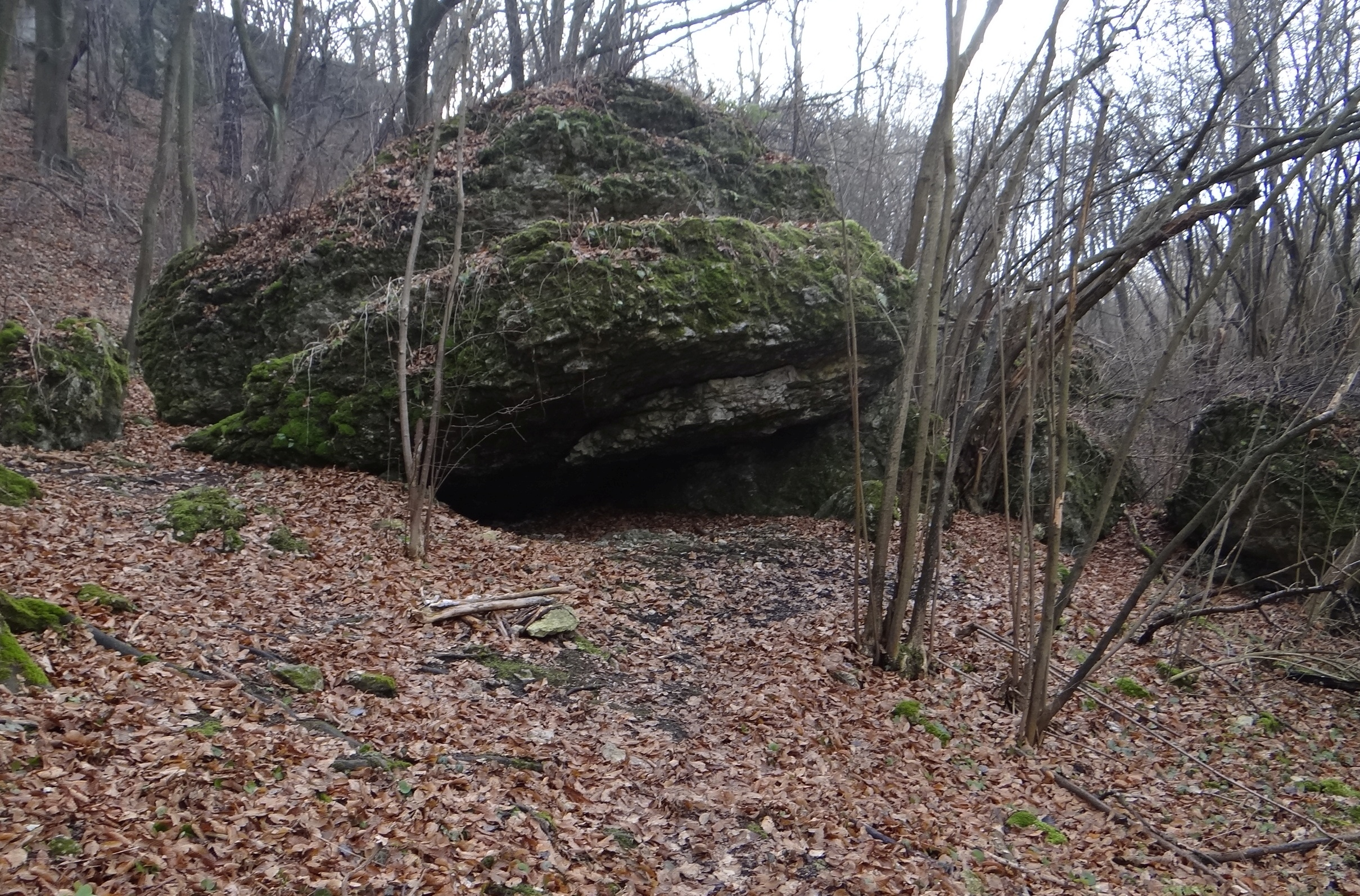
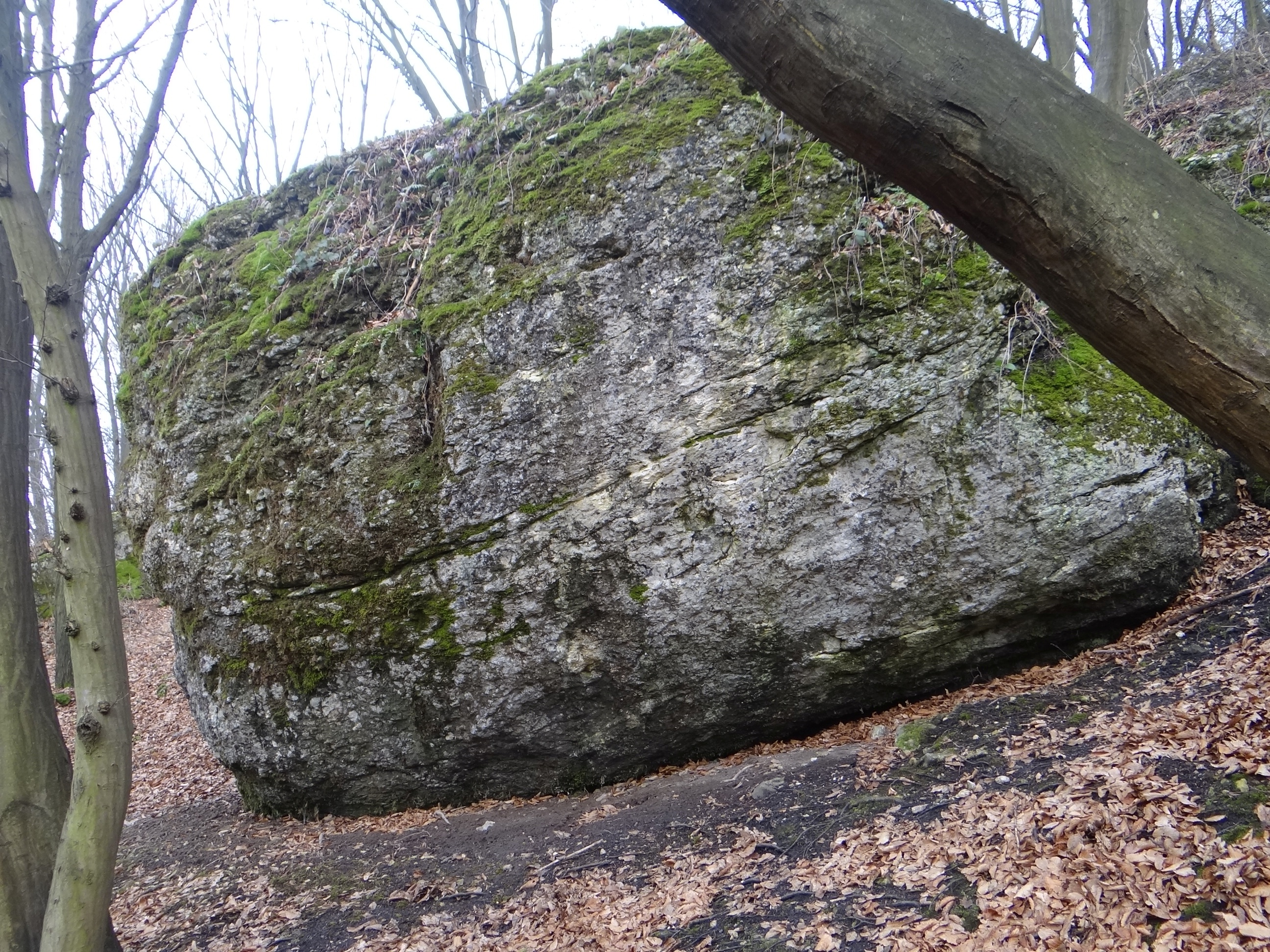
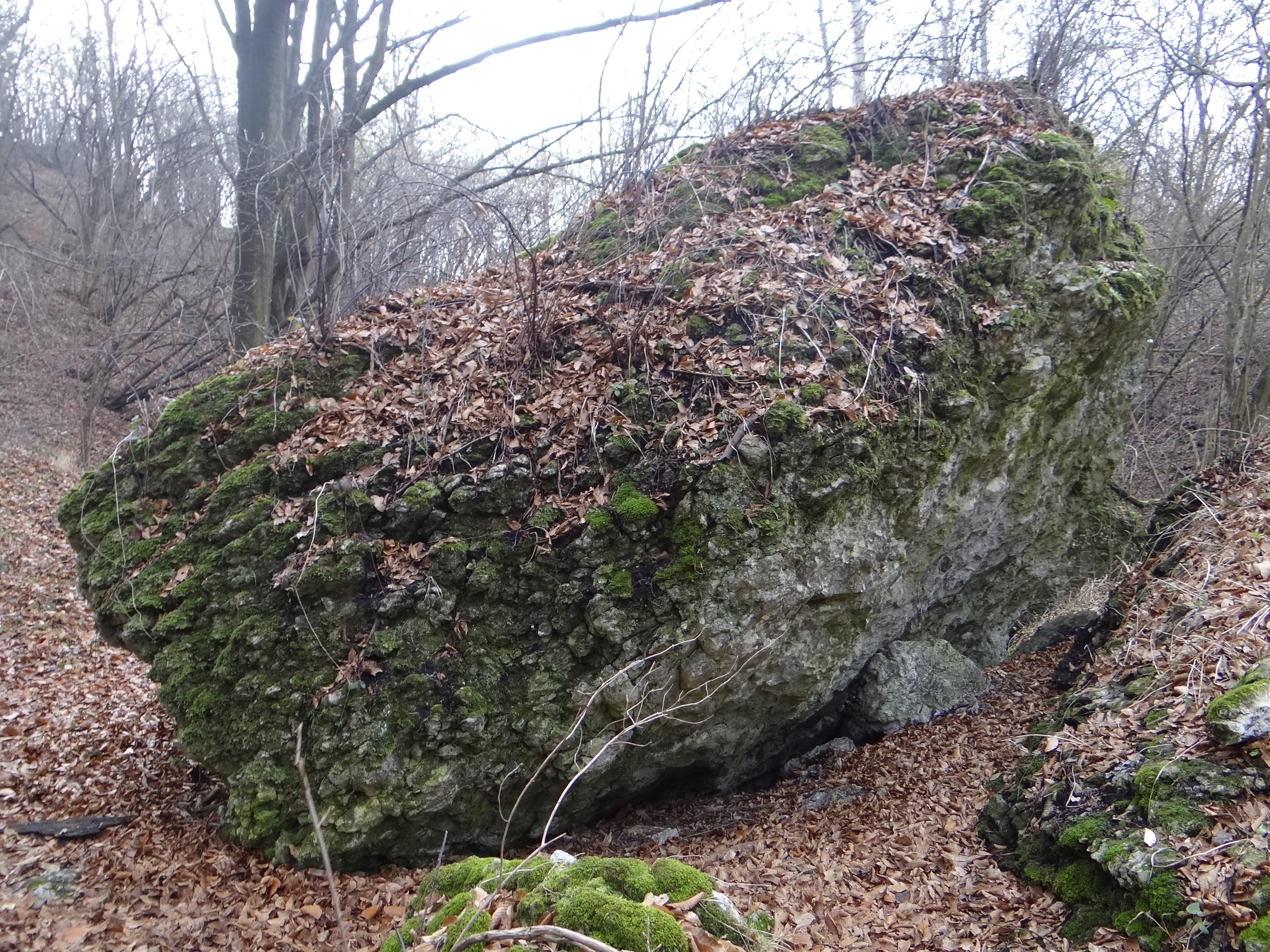